# Vince Taylor (kulturysta)
Vince Taylor (ur. 25 sierpnia 1956) – wielokrotnie nagradzany amerykański kulturysta, członek federacji IFBB (International Federation of BodyBuilders).

## Osiągi (wybór)
- 2007:
  - Australian Pro – III m-ce
- 2006:
  - Australian Pro – III m-ce
- 2002:
  - Masters Olympia – II m-ce
- 2001:
  - Masters Olympia – I m-ce
- 2000:
  - Masters Olympia – I m-ce
- 1999:
  - Masters Olympia – federacja IFBB – I m-ce
  - Arnold Classic – fed. IFBB – VI m-ce
- 1998:
  - Arnold Classic – fed. IFBB – III m-ce
- 1997:
  - Arnold Classic – fed. IFBB – V m-ce
  - Grand Prix Czech Republic – fed. IFBB – VII m-ce
  - Grand Prix England – fed. IFBB – VII m-ce
  - Grand Prix Finland – fed. IFBB – VI m-ce
  - Grand Prix Russia – fed. IFBB – VI m-ce
  - Grand Prix Spain – fed. IFBB – VIII m-ce
- 1996:
  - Arnold Classic – fed. IFBB – IV m-ce
  - Grand Prix Czech Republic – fed. IFBB – IV m-ce
  - Grand Prix England – fed. IFBB – VI m-ce
  - Grand Prix Germany – fed. IFBB – VI m-ce
  - Grand Prix Russia – fed. IFBB – III m-ce
  - Grand Prix Spain – fed. IFBB – VI m-ce
  - Grand Prix Spain – fed. IFBB – VII m-ce
  - Grand Prix Switzerland – fed. IFBB – V m-ce
  - San Jose Pro Invitational – fed. IFBB – III m-ce
- 1995:
  - Grand Prix Germany – fed. IFBB – II m-ce
  - Grand Prix Germany – fed. IFBB – VI m-ce
  - Grand Prix Russia – fed. IFBB – II m-ce
  - Grand Prix Spain – fed. IFBB – II m-ce
  - Grand Prix Ukraine – fed. IFBB – zwycięzca
  - Houston Pro Invitational – fed. IFBB – II m-ce
  - Niagara Falls Pro Invitational – fed. IFBB, zwycięzca
  - Night of Champions – fed. IFBB – II m-ce
  - Mr. Olympia – fed. IFBB – V m-ce
- 1994:
  - Arnold Classic – fed. IFBB – II m-ce
  - Grand Prix France – fed. IFBB – II m-ce
  - Grand Prix Germany – fed. IFBB – II m-ce
  - Ironman Pro Invitational – fed. IFBB – zwycięzca
- 1993:
  - Arnold Classic – fed. IFBB – III m-ce
  - Grand Prix France – fed. IFBB – II m-ce
  - Grand Prix Germany – fed. IFBB – II m-ce
  - Ironman Pro Invitational – fed. IFBB – III m-ce
  - San Jose Pro Invitational – fed. IFBB – zwycięzca
- 1992:
  - Arnold Classic – fed. IFBB – zwycięzca
  - Ironman Pro Invitational –fed. IFBB – zwycięzca
  - Mr. Olympia – fed. IFBB – VI m-ce
  - Pittsburgh Pro Invitational – fed. IFBB – zwycięzca
- 1991:
  - Arnold Classic – fed. IFBB – III m-ce
  - Grand Prix Denmark – fed. IFBB – zwycięzca
  - Grand Prix England – fed. IFBB – II m-ce
  - Grand Prix Finland – fed. IFBB – zwycięzca
  - Grand Prix Italy – fed. IFBB – zwycięzca
  - Grand Prix Spain – fed. IFBB – zwycięzca
  - Grand Prix Switzerland – fed. IFBB – zwycięzca
  - Ironman Pro Invitational – fed. IFBB – V m-ce
  - Mr. Olympia – fed. IFBB – III m-ce
  - Pittsburgh Pro Invitational – fed. IFBB – zwycięzca
- 1989:
  - Grand Prix England – fed. IFBB – II m-ce
  - Grand Prix Finland – fed. IFBB – II m-ce
  - Grand Prix Holland – fed. IFBB – IV m-ce
  - Night of Champions – fed. IFBB – zwycięzca
  - Mr. Olympia – fed. IFBB – III m-ce
- 1988:
  - Nationals – fed. NPC – całkowity zwycięzca
  - Nationals – fed. NPC, kategoria lekkociężka – I m-ce
- 1987:
  - Mr America – fed. AAU, kategoria średnia – I m-ce
  - Nationals – fed. NPC, kategoria lekkociężka – IV m-ce